# پره مخلوط‌کن

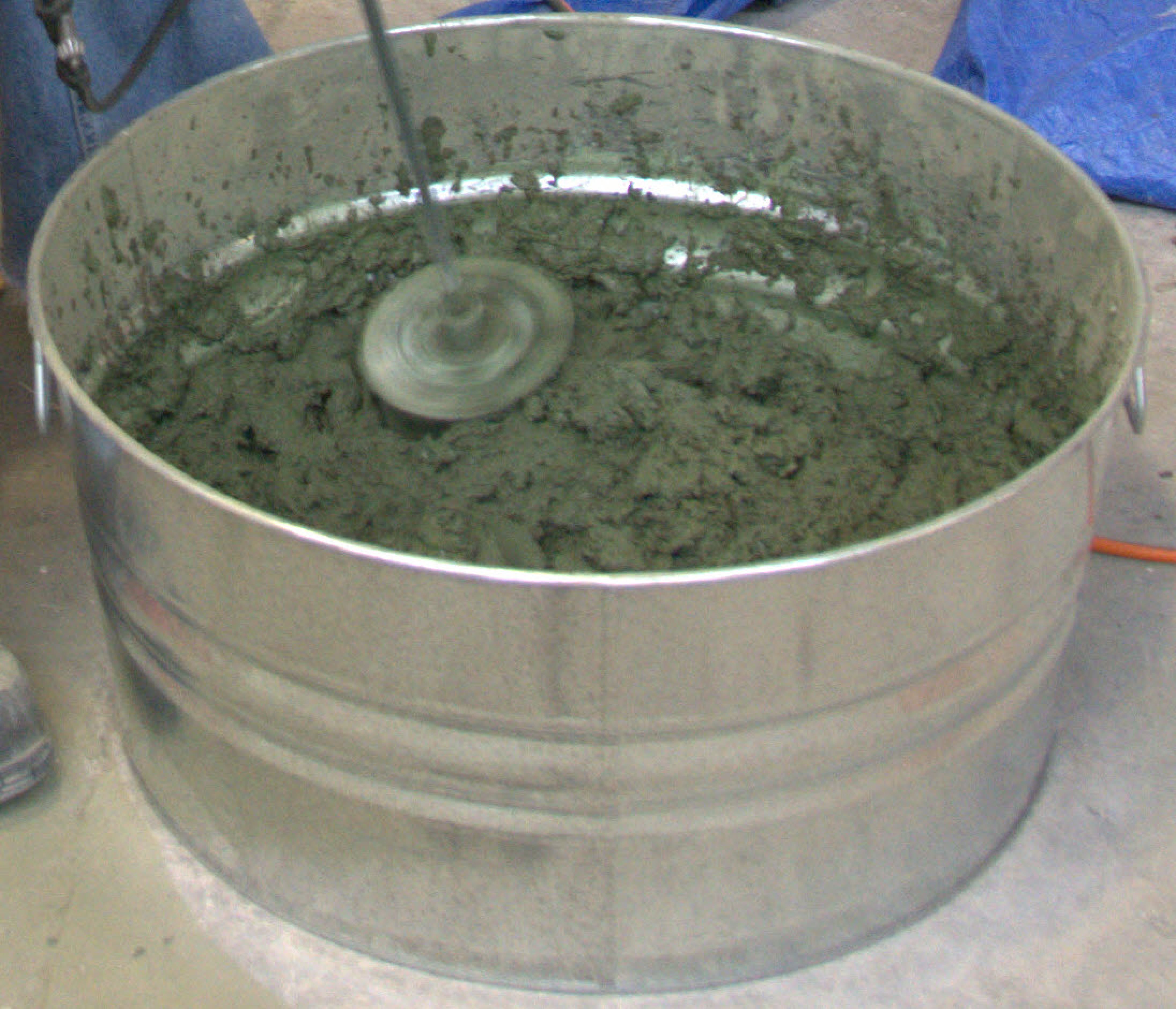
ملات آتش‌بند در حال مخلوط شدن با آب در یک ظرف فلزی گالوانیزه، با استفاده از یک همزن حرفه‌ای دوغاب.

پره مخلوط‌کن وسیله‌ای شکل‌دار است که معمولاً روی یک شفت نصب می‌شود و می‌تواند در انتهای شفت در یک رانش موتوری قرار گیرد تا مایعات، جامدات یا هر دو را مخلوط کند. از مخلوط‌کن‌های پره‌ای می‌توان برای ورز دادن استفاده کرد. در حالی که این پره در تجهیزات مخلوط‌کن ثابت نصب می‌شود، ممکن است به عنوان همزن نیز شناخته شود.